# 江戸相撲安永7年11月場所
江戸相撲安永7年11月場所（えどすもうあんえい7ねん11がつばしょ）は、安永7年（1778年）11月に開催された江戸相撲（大相撲の前身）の本場所。興行場所は深川八幡神社。

## 幕内番付・星取表
| 東   | 東                  | 東               | 番付      | 西               | 西                  | 西   |
| 備考 | 成績                | 力士名           | 番付      | 力士名           | 成績                | 備考 |
| ---- | ------------------- | ---------------- | --------- | ---------------- | ------------------- | ---- |
|      | 全休                | 鬼方島磯右エ門   | 大関      | 鳴澤音右エ門     | 3勝1分6休           |      |
|      | 5勝1敗1分1預2休     | 虹ヶ嶽杣右エ門   | 関脇      | 谷風梶之助       | 全休                |      |
|      | 1勝7敗2休           | 呉服山阿蘇右エ門 | 小結      | 石見潟丈右エ門   | 1勝7敗2休           |      |
|      | 2勝7敗1休           | 絵島潟灘右エ門   | 前頭筆頭  | 十万ノ海捷右エ門 | 5勝1敗1預2無勝負1休 |      |
|      | 5勝2敗3休           | 風師山龍右エ門   | 前頭2枚目 | 越ノ海勇藏       | 全休                |      |
|      | 8勝1無勝負1休       | 苫ヶ嶋浦右エ門   | 前頭3枚目 | 鏡川岨右エ門     | 3勝4敗2預1休        |      |
|      | 4勝2敗2分1無勝負1休 | 沖津風浪右エ門   | 前頭4枚目 | 黒岩川右エ門     | 2敗8休              |      |

## 備考
- この時代の江戸相撲においては優勝力士という概念は存在していないが、後に定められた優勝制度を遡って準用することができる。本場所においては、苫ヶ嶋が優勝相当となる。